# Ricardo Roberto Barreto da Rocha
Ricardo Roberto Barreto da Rocha většinou zkráceně nazývaný Ricardo Rocha (* 11. září 1962, Recife) je bývalý brazilský fotbalista. Nastupoval povětšinou na postu středního obránce.
V brazilské reprezentaci působil v letech 1987-1994 a odehrál 38 utkání. Stal se s ní mistrem světa roku 1994. Na tomto šampionátu nastoupil v jednom utkání, pět zápasů absolvoval v kvalifikaci. Hrál též na mistrovství světa v Itálii roku 1990.
Se São Paulo FC vyhrál jednou brazilskou ligu (1991), s Realem Madrid získal španělský pohár (1992/93).
V roce 1989 byl vyhlášen nejlepším hráčem brazilské ligy (trofej Bola de Ouro).